# Restauración Nacional (Colombia)
Restauración Nacional es un movimiento colombiano fundado el 13 de octubre de 2007 por un grupo de jóvenes universitarios como respuesta a la situación de crisis nacional que —según afirman— ha afectado durante décadas al pueblo colombiano. Proclaman buscar la restauración moral, social, política y económica de la Nación y eliminar la violencia, la corrupción y la pobreza generalizada en el país. Sus postulados y propuestas giran alrededor de la defensa de las moral cristiana, la protección de la cultura hispanoamericana, sus tradiciones, historia, idioma, religión y valores que constituyen en su conjunto la Identidad Nacional.

## Historia
El surgimiento de este movimiento se dio durante el gobierno del expresidente Álvaro Uribe Vélez, inspirados en las palabras del líder conservador Laureano Gómez, como una reacción a lo que interpretaban como una situación de violencia, de deslegitimización de los partidos, y proponiendo la necesidad de imponer una visión de derecha en la política nacional con base en la defensa y promoción de la justicia, la libertad, la propiedad privada, la dignidad humana, el bien común y la solidaridad cristiana.
Han liderado varias campañas en favor de los miembros de las Fuerzas Militares, en especial los militares que están siendo investigados por la recuperación del Palacio de Justicia (Alfonso Plazas Vega, Armando Arias Cabrales), también han incursionado en el ambiente político mediante acciones populares contra el aborto, el matrimonio igualitario y la eutanasia.
Su tendencia es fuertemente católica y nacionalista, inspirada en la doctrina del político conservador y expresidente de la república de Colombia Laureano Gómez Castro que planteaba la concepción del Estado Colombiano desde una visión nacionalista católica y corporativa.
Desde el punto de vista económico proponen una Economía Social de Mercado y se alimentan de la doctrina del Conservadurismo Libertario para alcanzar el desarrollo económico, el bienestar familiar y la justicia social para toda la sociedad, como tal se oponen abiertamente, al Progresismo, al Liberalismo, al Comunismo y al Socialismo del Siglo XXI.
Se oponen a los diálogos y negociaciones con los grupos armados (FARC, ELN, Bacrim, Paramilitares), desde 2011 habían denunciado los acercamientos y posteriores acuerdos entre las Farc con el gobierno de Juan Manuel Santos.
En 2010 presentaron una serie de propuestas al Congreso de la República, que llamaron Leyes Patriotas, en las que contemplan, entre otras cosas:
- Prohibir amnistías, indultos, rebaja de penas y la negociación con grupos terroristas, bandas criminales y narcotraficantes.
- Para los delitos atroces como terrorismo, genocidio, secuestro, tortura y homicidio con ferocidad y barbarie proponen aplicar hasta la pena capital.
- Recuperar el Fuero y Justicia Penal Militar.
- Proteger la vida humana desde la concepción hasta la muerte natural.
- No permitir el matrimonio ni la adopción de menores para parejas del mismo sexo.
- Penalizar el porte y consumo de dosis mínima de drogas.
- Control a la usura bancaria y facilitar a la creación de bancos y entidades financieras de economía solidaria.
- Autorizar la tenencia y porte de armas por parte de civiles.

## Campañas realizadas en Colombia
Entre las campañas realizadas están:
- Concierto multitudinario de respaldo a las Fuerzas Armadas de Colombia.
- Campaña nacional para que se juzgen a los miembros del M-19 por delitos de lesa humanidad por la toma del Palacio de justicia.
- Intervención ciudadana en el Congreso de la República contra proyecto de ley que buscaba legalizar la Eutanasia.
- Campaña nacional para dar a conocer el proceso del coronel Luis Alfonso Plazas Vega, investigado por la recuperación del Palacio de Justicia en 1985.
- Intervenciones ciudadanas contra la demanda de inconstitucionalidad de definición de familia y matrimonio.
- Manifestaciones públicas en contra de la Corte Constitucional que despenalizó el aborto en tres casos.
- Defensa de la presunta inocencia de Andrés Felipe Arias, implicado en el escándalo de Agro Ingreso Seguro.